# Anomalochromis thomasi
Anomalochromis thomasi е вид лъчеперка от семейство Цихлиди (Cichlidae). Видът е незастрашен от изчезване.

## Разпространение
Разпространен е в Гвинея, Либерия и Сиера Леоне.

## Описание
На дължина достигат до 5 cm.